# Supercoppa italiana 2023 (pallacanestro maschile)
La Supercoppa italiana 2023, denominata per ragioni di sponsorizzazione Frecciarossa Supercoppa 2023, è la 29ª edizione della Supercoppa italiana di pallacanestro maschile, che si è disputata presso il PalaLeonessa di Brescia.

## Squadre partecipanti
Formula con final four tra i vincitori del campionato, della Coppa Italia e le rispettive finaliste. Considerando che l'Olimpia Milano ha vinto il campionato e la Brescia vincitrice della Coppa Italia, le altri partecipanti saranno la Virtus Bologna finalista Scudetto e di coppa, e Derthona Basket semifinalista nella massima serie e in Coppa. Queste quattro squadre sono le semifinaliste della post season.

## Tabellone
|  | Semifinali      | Semifinali      | Semifinali |         |                | Finale         | Finale | Finale |  |
|  |                 |                 |            |         |                |                |        |        |  |
|  | Olimpia Milano  | Olimpia Milano  | 73         |         |                |                |        |        |  |
|  | Olimpia Milano  | Olimpia Milano  | 73         |         |                |                |        |        |  |
|  | Virtus Bologna  | Virtus Bologna  | 78         |         |                |                |        |        |  |
|  | Virtus Bologna  | Virtus Bologna  | 78         |         | Virtus Bologna | Virtus Bologna | 97     |        |  |
|  |                 |                 |            |         | Virtus Bologna | Virtus Bologna | 97     |        |  |
|  |                 |                 | Brescia    | Brescia | 60             |                |        |        |  |
|  | Brescia         | Brescia         | Brescia    | Brescia | 60             | 86             |        |        |  |
|  | Brescia         | Brescia         |            |         |                |                |        |        |  |
|  | Derthona Basket | Derthona Basket | 63         |         |                |                |        |        |  |

## Semifinali
| Arbitri: | Giovannetti G. Grigioni V. Valzani A. |

|                                    |            |                                            |
| Shields 26 Mirotić 15 Bortolani 12 | Punti      | 15 Belinelli 13 Shengelia, Mickey 10 Abass |
| Melli 3                            | Assist     | 4 Pajola, Shengelia                        |
| Mirotić 8                          | Rimbalzi   | 5 Shengelia                                |
| Ettore Messina                     | Allenatori | Luca Banchi                                |

| Arbitri: | Lanzarini S. Bongiorni A. Gonella E. |

|                                       |            |                                   |
| Della Valle 20 Massinburg 15 Bilan 10 | Punti      | 16 Obasohan 13 Baldasso 10 Zerini |
| Massinburg 5                          | Assist     | 3 Tavernelli, Zerini, Obasohan    |
| Bilan 9                               | Rimbalzi   | 7 Baldasso                        |
| Alessandro Magro                      | Allenatori | Marco Ramondino                   |

## Finale
| Arbitro: | Lanzarini |

|                                            |            |                                    |
| Cordinier 17 Shengelia, Mickey 15 Smith 11 | Punti      | 14 Bilan 12 Della Valle 11 Burnell |
| Hackett, Belinelli, Shengelia 4            | Assist     | 3 Della valle                      |
| Shengelia 12                               | Rimbalzi   | 6 Bilan                            |
| Luca Banchi                                | Allenatori | Alessandro Magro                   |